# Scrin
En la historia de la saga tiberio del juego de estrategia en tiempo real Command & Conquer, los scrins son una belicosa raza de extraterrestres obsesionada en la extracción del mineral tiberio y en la aniquilación de toda forma de vida que se interponga en su camino. Por parte de los fanes del juego, se le ha otorgado a los scrins el lema de "Conquista, dominación, abundancia", en clara referencia al lema de la Hermandad de Nod (Hermandad, unidad, paz).

## Características generales
Los scrins son muy posiblemente los creadores de la extraña sustancia tiberio, a la que ellos llaman Icor-LQ. Las estructuras, tanques y naves alienígenas están compuestos por tiberio. Para recolectar eficientamente tiberio y utilizarlo, los scrins necesitan que madure, proceso que aparentemente requiere mucho tiempo.
Morfológicamente, los jerarcas scrins son un gran cerebro con algunos sentidos y tentáculos. Las tropas de infantería son pequeños robots con centro neuronal, exceptuando al comando, que es un cerebro blindado.
Estos alienígenas aparecen por primera vez en la Tercera Guerra del Tiberio, eventos mostrados en Command & Conquer 3: Tiberium Wars. También están jugables en modo escaramuza y modo conquista global en la expansión del juego, Command & Conquer 3: Kane's Wrath.

## Organización interna
Se sabe poco de la forma de gobierno que tienen los scrins, pero lo que es seguro es que es un imperio gobernado por un líder todopoderoso del que sólo se conoce el título: Jefe Supremo. Se sabe también que hay un tipo de jerarcas importantes llamados supervisores, quienes dirigen a los capataces (comandantes de los ejércitos scrin). En la campaña scrin del Tiberium Wars, el jugador personifica al Capataz 371.

### Sectas
A partir del Command & Conquer 3: Kane's Wrath, se tiene conocimiento de dos subfacciones aliens dentro del Ejército oficial scrin: los Reaper, scrins sanguinarios y que van al frente de batalla sin dudarlo (a diferencia de los otros scrins), y los Traveler, secta especializada en control mental.
Los Reaper hacen su aparición en la misión de campaña Tacitus interruptus, atacando salvajemente con una lluvia de meteoros de tiberio y con sus unidades de saqueadores, mecanizados y cazas. La división que atacó es la única en haber desembarcado en la Tierra durante la invasión, la división 17.
Los Traveler aparecen en la misión de campaña Corazones y mentes, donde se han apoderado mediante control mental de la población de Kampala en Uganda, ciudad leal a Nod. El jugador debe liberar del control mental a los habitantes, destruir a la división 59 (que es contra la que se está combatiendo) y hacerle frente al temible Hexápodo erradidor, una especie de insecto robot megalítico.

## Tecnologías y estrategias militares
Los scrins estaban acostumbrados a ejecutar exterminios, no a resistir a fuerzas organizadas. Además, los aliens son cobardes y si no están seguros de obtener una fácil victoria prefieren no combatir.
Confían en su superioridad tecnológica y en su imponente flota aeroespacial para triunfar. La estrategia central alienígena consiste en desorganizar al enemigo y, para sanear la lentitud de sus unidades, incorporan teletransporte para asaltos más rápidos y sorpresivos.

### Edificios
La nave teledirigida puede aterrizar y desplegarse como plataforma de robots teledirigidos, comenzando la producción de edificios en el campo de batalla. Los scrins cuentan con refinerías de tiberio, reactores (proporcionan energía a la base), el portal (convoca infantería), la esfera de curvatura (construye vehículos), el estabilizador de gravedad (unidades aéreas y aeroespaciales), la fundición (mayor producción de edificios) el centro neurálgico, la cámara de estasis y el ensamblador de tecnología (estos tres últimos para investigaciones tecnológicas).
Sus edificios de apoyo son la colmena de zumbadores (defensa de base antiinfantería), el cañón de fotones (defensa antivehículos), la batería de misiles de plasma (defensa antiaérea), la columna de tormenta (defensa avanzada), el acelerador de crecimiento (acelera el ritmo de crecimiento del tiberio) y el generador de fisuras (superarma).

## Protagonismo en la historia
Cuando el líder de Nod, Kane, se decidió a traer a los scrins para beneficiarse de sus avances tecnológicos, provocó una detonación de tiberio para alertar a los aliens.
Acto seguido, los scrins comenzaron la invasión. Atacaron las ciudades humanas para distraer la atención de su verdadero objetivo: construir las Megatorres de Umbral y así conectarse con su imperio.
Debido a la acción de la GDI y a que la detonación de tiberio se produjo cuando todavía el mineral no había madurado, la campaña militar scrin se derrumbó en muy poco tiempo. No obstante, hacia el final del juego, estos alienígenas se encuentran preparando una nueva invasión a la Tierra, aún más masiva.